# Patrick Fischler
Patrick Fischler (Los Angeles, 29 dicembre 1969) è un attore statunitense.

## Biografia
Figlio di Bill, titolare di un ristorante sulla California State Route 1, si sposa con l'attrice Lauren Bowles (conosciuta alla Tisch School of the Arts dell'Università di New York), sorellastra di Julia Louis-Dreyfus nel 2004, da cui ha una figlia, Fia Lucille, nata nel 2009.

## Filmografia parziale

### Cinema
- Speed, regia di Jan de Bont (1994)
- L'Uomo Ombra (The Shadow), regia di Russell Mulcahy (1994)
- Il prezzo di Hollywood (Swimming With Sharks), regia di George Huang (1994)
- Twister, regia di Jan de Bont (1996)
- Mulholland Drive, regia di David Lynch (2001)
- Idiocracy, regia di Mike Judge (2006)
- Cani sciolti (2 Guns), regia di Baltasar Kormákur (2013)
- L'eccezione alla regola (Rules Don't Apply), regia di Warren Beatty (2016)
- Ave, Cesare! (Hail, Caesar!), regia di Joel ed Ethan Coen (2016)
- Under the Silver Lake, regia di David Robert Mitchell (2018)
- Il mulino (The Mill), regia di Sean King O'Grady (2023)

### Televisione
- Streghe (Charmed) – serie TV, episodio 4x11 (2002)
- Angel – serie TV, episodio 4x19 (2003)
- Detective Monk (Monk) – serie TV, episodio 3x11 (2005)
- Bones (Bones) – serie TV, episodio 3x07 (2007)
- Mad Men – serie TV, 4 episodi (2008)
- NCIS - Unità anticrimine (NCIS) – serie TV, episodio 5x15 (2008)
- Lost – serie TV, 9 episodi (2009)
- Southland – serie TV, 8 episodi (2009-2010)
- Grimm – serie TV, episodio 1x04 (2011)
- Grey's Anatomy – serie TV, episodio 8x23 (2012)
- Castle – serie TV, episodio 5x08 (2012)
- Californication – serie TV, 4 episodi (2012-2013)
- Hawaii Five-0 – serie TV, episodio 3x14 (2013)
- Suits – serie TV, 2 episodi (2014-2016)
- Shameless – serie TV, 2 episodi (2015)
- C'era una volta (Once Upon a Time) – serie TV, 8 episodi (2015-2017)
- Happy! – serie TV, 16 episodi (2017-2019)
- Twin Peaks – serie TV, 6 episodi (2017)
- Code Black – serie TV, 2 episodi (2017)
- In difesa di Jacob (Defending Jacob), regia di Morten Tyldum – miniserie TV (2020)
- The Right Stuff - Uomini veri (The Right Stuff) – serie TV, 8 episodi (2020)
- 9-1-1 – serie TV, episodio 4x12 (2021)
- American Crime Story  – serie TV, 4 episodi (2021)
- NCIS: Hawai'i – serie TV, episodio 1x14 (2022)
- A Friend of the Family – miniserie TV, 3 puntate (2022)
- American Gigolo – serie TV, episodi 1x02-1x03 (2022)
- Avvocato di difesa - The Lincoln Lawyer (The Lincoln Lawyer) – serie TV, episodi 2x06-2x09 (2023)
- Billions – serie TV, episodio 7x07 (2023)
- Barry – serie TV, episodi 4x01-4x02-4x03 (2023)
- NCIS: Origins – serie TV, 13 episodi (2024-2025)

## Doppiatori italiani
Nelle versioni in italiano delle opere in cui ha recitato, Patrick Fischler è stato doppiato da:
- Oreste Baldini in C'era una volta, Scorpion, Happy!, L'arte del dubbio, In difesa di Jacob, The Right Stuff - Uomini veri, Al nuovo gusto di ciliegia, Under the Silver Lake
- Alberto Bognanni in Rosewood, Twin Peaks (2017), Her Last Will
- Francesco Meoni in Detective Monk, Lost
- Gianluca Machelli in CSI: Miami, Body of Proof
- Enrico Pallini in CSI: NY, Avvocato di difesa - The Lincoln Lawyer
- Antonio Sanna in Criminal Minds, 9-1-1
- Franco Mannella in Castle, NCIS: Originis
- Sergio Lucchetti in Bones, Cani sciolti
- Alberto Caneva in The Mentalist, NCIS - Unità anticrimine
- Gaetano Varcasia in Hawaii Five-0, Il risolutore
- Pasquale Anselmo in Code Black, NCIS: Hawai'i
- Fabrizio Vidale in Mulholland Drive
- Christian Iansante in Cold Case - Delitti irrisolti
- Marco De Risi in Idiocracy
- Alberto Angrisano in Burn Notice - Duro a morire
- Roberto Draghetti in Mad Men
- Francesco Bulckaen in Lie To Me
- Francesco Pezzulli in Suits
- Oliviero Corbetta in Scandal
- Francesco Cavuoto ne L'eccezione alla regola
- Gianluca Tusco in Ave, Cesare!
- Maurizio Di Girolamo in The Rookie
- Antonio Angrisano in American Gigolo
- Fabrizio Russotto in Billions
- Alessandro Budroni in Barry